# Adán Balbín
Adán Balbín (Huaral, 13 de octubre de 1986) es un futbolista peruano. Juega de centrocampista y actualmente está sin equipo. Tiene 38 años.

## Trayectoria
Balbín es un jugador polifuncional que jugó en la Academia Daniel Ruiz y en 2004 llegó con este equipo hasta la semifinal departamental de Lima en la Copa Perú. Al año siguiente empezó su carrera profesional jugando de volante de contención en el club Unión Huaral de su ciudad natal. Tras el descenso del equipo en 2006, fue contratado por el Coronel Bolognesi. En el Torneo Apertura 2007, su técnico Juan Reynoso lo empezó a utilizar como defensa central. Se mantuvo en el equipo tacneño hasta fines del año 2008, siendo campeón del Torneo Clausura en la temporada 2007.
Adán Balbín participó en la Copa Sudamericana 2007 y la Copa Libertadores 2008 con el Coronel Bolognesi. 
En 2009 fichó por la Universidad San Martín de Porres, con la que obtuvo el Campeonato Descentralizado 2010 siendo una pieza clave en la volante santa junto a John Hinostroza. También disputó la Copa Sudamericana 2010 y las Copas Libertadores de 2009 y 2011. 

### Sporting Cristal
Tras grandes años en la San Martín y un buen desempeño en la selección peruana, en el año 2014 fichó por el Sporting Cristal, jugando nuevamente la Copas Libertadores ese año. En el plano local, consiguió el título del Torneo Clausura 2014 y el Campeonato Descentralizado 2014, alternando partidos en la defensa bajopontina. Luego de tener una grave lesión a la rodilla volvió a jugar, pero en la reserva. Tras no tener continuidad el 9 de septiembre decidió marcharse a Unión Comercio.

### Universitario
El 24 de diciembre del 2016 ficha por Universitario jugando la Copa Libertadores.El 2016 fue su mejor año en el cuadro crema, jugando 33 partidos y logrando el Torneo Apertura 2016. También jugó la Copa Libertadores 2017 eliminado por Deportivo Capiatá de Paraguay y en el año 2018 luchó por no descender con elenco crema.
Para el 2019 tras no renovar con la crema ficha por Real Garcilaso para la Liga 1.

### Sport Boys
A mitad del 2019 tras no tener continuidad con el elenco cusqueño ficha por Sport Boys por el Torneo Clausura.

## Selección nacional
Ha sido internacional con la selección de fútbol del Perú en 15 ocasiones. Su debut se produjo el 17 de noviembre de 2010 en un encuentro amistoso ante la selección de Colombia, que finalizó con marcador de 1-1. Fue convocado por el técnico Sergio Markarián para participar en la Copa América 2011. El 20 de mayo de 2016 el entrenador Ricardo Gareca, lo incluyó en la nómina de 23 jugadores convocados para disputar la Copa América Centenario. No fue tomado en cuenta para los dos primeros encuentros de la fase de grupos, pero para el tercer partido inició como titular en la victoria por 1-0 ante Brasil. Finalmente el seleccionado peruano avanzó hasta los cuartos de final, donde fueron derrotados por Colombia por 4-2 en tanda de penaltis.

### Participaciones en Copa América
| Copa                    | Sede           | Resultado        | Partidos | Goles | Asist. |
| ----------------------- | -------------- | ---------------- | -------- | ----- | ------ |
| Copa América 2011       | Argentina      | Tercer lugar     | 5        | 0     | 1      |
| Copa América Centenario | Estados Unidos | Cuartos de final | 1        | 0     | 0      |

## Estadísticas

### Clubes
Actualizado el 8 de octubre de 2023.
| Club                             | Div.          | Temporada     | Liga  | Liga  | Copas nacionales | Copas nacionales | Copas internacionales | Copas internacionales | Total | Total |
| Club                             | Div.          | Temporada     | Part. | Goles | Part.            | Goles            | Part.                 | Goles                 | Part. | Goles |
| -------------------------------- | ------------- | ------------- | ----- | ----- | ---------------- | ---------------- | --------------------- | --------------------- | ----- | ----- |
| Unión Huaral · Perú              | 2.ª           | 2005-06       | 52    | 3     | -                | -                | -                     | -                     | 52    | 3     |
| Unión Huaral · Perú              | Total club    | Total club    | 52    | 3     | 0                | 0                | 0                     | 0                     | 52    | 3     |
| Coronel Bolognesi · Perú         | 1.ª           | 2007          | 28    | 0     | -                | -                | 1                     | 0                     | 29    | 0     |
| Coronel Bolognesi · Perú         | 1.ª           | 2008          | 38    | 2     | -                | -                | 6                     | 0                     | 44    | 2     |
| Coronel Bolognesi · Perú         | Total club    | Total club    | 66    | 2     | 0                | 0                | 7                     | 0                     | 73    | 2     |
| Universidad San Martín · Perú    | 1.ª           | 2009          | 1     | 0     | -                | -                | 1                     | 0                     | 2     | 0     |
| Universidad San Martín · Perú    | 1.ª           | 2010          | 18    | 1     | -                | -                | 3                     | 0                     | 21    | 1     |
| Universidad San Martín · Perú    | 1.ª           | 2011          | 21    | 0     | -                | -                | 6                     | 0                     | 27    | 0     |
| Universidad San Martín · Perú    | 1.ª           | 2012          | -     | -     | -                | -                | -                     | -                     | -     | -     |
| Universidad San Martín · Perú    | 1.ª           | 2013          | 36    | 3     | -                | -                | -                     | -                     | 36    | 3     |
| Universidad San Martín · Perú    | Total club    | Total club    | 76    | 3     | 0                | 0                | 10                    | 0                     | 86    | 3     |
| Sporting Cristal · Perú          | 1.ª           | 2014          | 16    | 0     | 4                | 0                | 2                     | 0                     | 22    | 0     |
| Sporting Cristal · Perú          | 1.ª           | 2015          | 0     | 0     | 3                | 0                | -                     | -                     | 3     | 0     |
| Sporting Cristal · Perú          | Total club    | Total club    | 16    | 0     | 7                | 0                | 2                     | 0                     | 25    | 0     |
| Unión Comercio · Perú            | 1.ª           | 2015          | 14    | 0     | -                | -                | -                     | -                     | 14    | 0     |
| Unión Comercio · Perú            | Total club    | Total club    | 14    | 0     | 0                | 0                | 0                     | 0                     | 14    | 0     |
| Universitario de Deportes · Perú | 1.ª           | 2016          | 33    | 3     | -                | -                | 1                     | 0                     | 34    | 3     |
| Universitario de Deportes · Perú | 1.ª           | 2017          | 5     | 0     | -                | -                | 2                     | 0                     | 7     | 0     |
| Universitario de Deportes · Perú | 1.ª           | 2018          | 18    | 1     | -                | -                | 1                     | 0                     | 19    | 1     |
| Universitario de Deportes · Perú | Total club    | Total club    | 56    | 4     | 0                | 0                | 4                     | 0                     | 60    | 4     |
| Real Garcilaso · Perú            | 1.ª           | 2019          | 2     | 0     | -                | -                | -                     | -                     | 2     | 0     |
| Real Garcilaso · Perú            | Total club    | Total club    | 2     | 0     | 0                | 0                | 0                     | 0                     | 2     | 0     |
| Sport Boys · Perú                | 1.ª           | 2019          | 16    | 3     | 3                | 0                | -                     | -                     | 19    | 3     |
| Sport Boys · Perú                | 1.ª           | 2020          | 13    | 0     | -                | -                | -                     | -                     | 13    | 0     |
| Sport Boys · Perú                | Total club    | Total club    | 29    | 3     | 3                | 0                | 0                     | 0                     | 32    | 3     |
| Alianza Atlético · Perú          | 1.ª           | 2021          | 19    | 0     | -                | -                | -                     | -                     | 19    | 0     |
| Alianza Atlético · Perú          | Total club    | Total club    | 19    | 0     | 0                | 0                | 0                     | 0                     | 19    | 0     |
| Alfonso Ugarte · Perú            | 2.ª           | 2022          | 9     | 1     | -                | -                | -                     | -                     | 9     | 1     |
| Alfonso Ugarte · Perú            | Total club    | Total club    | 9     | 1     | 0                | 0                | 0                     | 0                     | 9     | 1     |
| Total carrera                    | Total carrera | Total carrera | 339   | 16    | 10               | 0                | 23                    | 0                     | 372   | 16    |

## Palmarés

### Torneos cortos
| Título          | Club              | País | Año  |
| --------------- | ----------------- | ---- | ---- |
| Torneo Clausura | Coronel Bolognesi | Perú | 2007 |
| Torneo Clausura | Sporting Cristal  | Perú | 2014 |
| Torneo Apertura | Universitario     | Perú | 2016 |

### Campeonatos nacionales
| Título                    | Club                             | País | Año  |
| ------------------------- | -------------------------------- | ---- | ---- |
| Primera División del Perú | Universidad San Martín de Porres | Perú | 2010 |
| Primera División del Perú | Sporting Cristal                 | Perú | 2014 |